# Tama New Town
Tama New Town (japanska 多摩ニュータウン ”Tama Nyūtaun”) är en planerad stad som planlades 1965. Stadsområdet är beläget i Kanto-området på den japanska ön Honshu och omfattar städerna Hachiōji, Tama, Inagi och Machida i Tokyo prefektur. Det japansk-engelska namnet, ”Tama Nyūtaun”, kommer sig av att begreppet ”planerad stad” på engelska heter ”New Town”.
Stadsområdet sträcker sig i östvästlig riktning, är ungefär 14 kilometer långt och 1–3 kilometer brett, vid en kulle som heter Tama Hill. Invånarantalet är ungefär 200 000 personer.

## Historik
Under det japanska ekonomiska uppsvinget efter det andra världskriget steg tomtpriserna I Tokyo rejält. Det fick bosättningarna i förorterna utanför Tokyo att öka, med en utglesning som följd. Det gav samhällsplanerarna farhågan att nya, oplanerade stadsområden skulle riskera att uppstå, med otillfredsställande infrastruktur. Därför planlades Tama New Town 1965, för att styra expansionen som en bättre infrastruktur och planering.
Ursprungligen planerades en befolkning på 342 200 invånare på en yta av 2 892,1 hektar. Första byggfasen startade 1971 med påföljande faser planerade för de följande två årtiondena.

## Planläggning

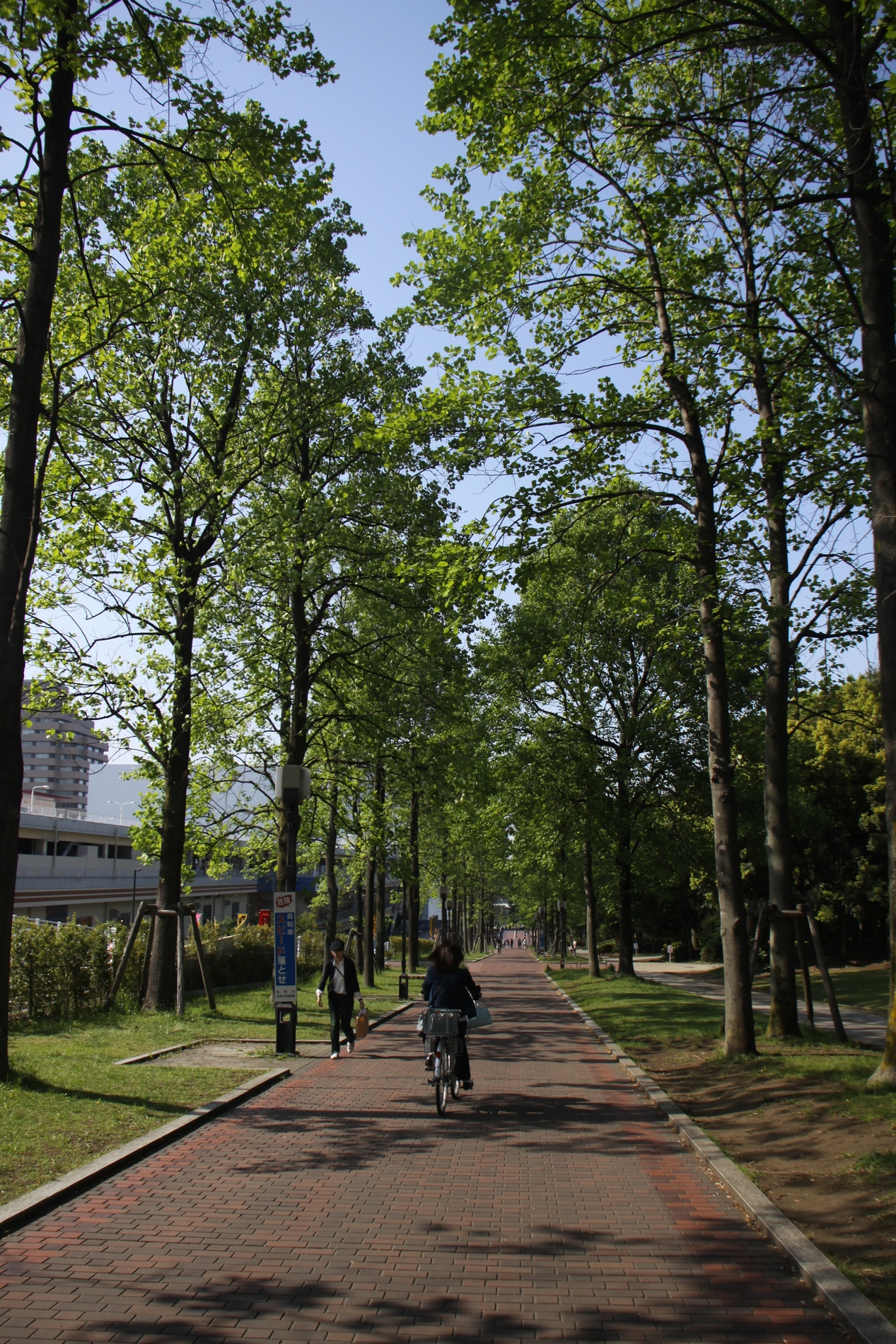
En del av planläggningen var att skilja på motorfordon och fotgängare i trafiken.

Tama New Town är indelat i 21 närområden med vardera 3 000 – 5 000 hushåll. Varje närområde har två skolor för yngre barn och ett högstadium (”junior high school”) och ett centrum med affärer, postkontor och hälsovårdscentral. Ett antal närområden formar ett distrikt med egen järnvägsstation.

### Tama Center
Området kring Tama centralstation i Tama är det utsedda centret för Tama New Town. Centralstationen betjänas av linjer Tama Toshi Monorail Line, Keio Sagamihara Line och Odakyu Tama Line.

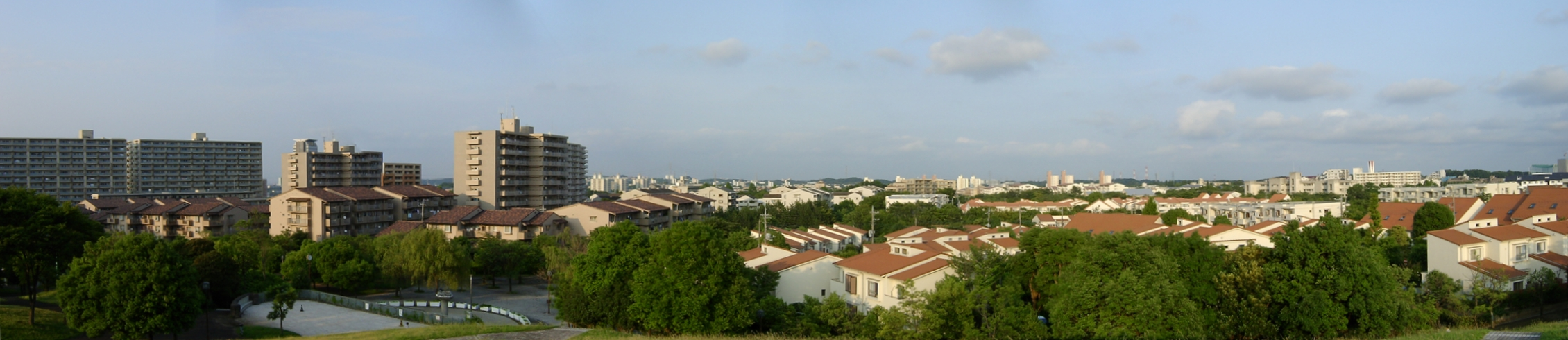
Panoramavy av Tama New Town.

## Media
Tama Television (TTV) är en kabel-TV-kanal som förser stadsområdet med egna teve-kanaler. Tama New Town har också en egen radiostation, FM Tama G-Wind på 77,6 MHz.

## Kultur
Det animerade ungdomsdramat Om du lyssnar noga (1995) av Studio Ghibli utspelas i Tama New Town. Många platser runt järnvägsstationen vid Seiseki-Sakuragaoka finns med i filmen.
Stadsområdets tillväxt skildras också i den animerade filmen Pompoko (1994).